# 我们的中国梦
《光荣与梦想——我们的中国梦系列公益片》是国家新闻出版广电总局电影局发起、CCTV-6承制的一部公益宣传片。2017年6月24日在上海国际电影节传媒关注单元颁奖典礼上发布，总共时长3分41秒。7月1日至中共十九大期间，该片在中国内地电影院线最接近正片的广告位置贴片放映。

## 概述
本片由“中国梦”、“社会主义核心价值观”、“四个全面战略布局” 、“五位一体总体布局”四支公益宣传片组成，32位老中青电影人全部公益出演，未收取任何报酬。片中台词由北京师范大学教授康震和作家周小平把关，“中国梦”宣传片台词来自党和国家领导人语录，“社会主义核心价值观”宣传片台词来自中国古诗词和古圣先贤的经典语录。

## 内容
按出场顺序排列
| 分篇               | 演员 |
| 中国梦             | 黄晓明 周迅 吴京 李冰冰 成龙 |
| 社会主义核心价值观 | 富强：杨幂 民主：陶玉玲、王俊凯 文明：李宇春 自由：赵丽颖 和谐：于蓝、关晓彤 平等：翟俊杰、李易峰 公正：杨颖 法治：杨洋 爱国：井柏然 敬业：周冬雨 诚信：谢芳、吴亦凡 友善：蓝羽 |
| 四个全面战略布局   | 刘劲 甄子丹 段奕宏 吴刚 郭玮 |
| 五位一体总体布局   | 丁晟 张凯丽 霍建华 林鹏 宋春丽 蒋小涵 |

## 奖项
本片获得2017年中国公益广告黄河奖黄河奖组委会大奖。

## 后续
2017年12月CCTV-6推出一系列明星贺岁海报，并计划发布以《我们的新时代》公益短片接力《我们的中国梦》。